# Al-Kāżimiyyah
Al-Kāżimiyyah är ett distrikt i Irak.   Det ligger i provinsen Bagdad, i den centrala delen av landet, 25 km nordväst om huvudstaden Bagdad.